# Pianottoli-Caldarello
Pianottoli-Caldarello (Pianuttoli Caldareddu en idioma corso) es una comuna y población de Francia, en la región de Córcega, departamento de Córcega del Sur, en el distrito de Sartène y cantón de Gran Sur.
Su población en el censo de 2013 era de 940 habitantes.
Forma parte de la Comunidad de comunas del Sur de Córcega.

## Demografía
| 307 | 310 | 794 | 889 | 653 | 729 | 940 |
| Para los censos de 1962 a 1999 la población legal corresponde a la población sin duplicidades (Fuente: INSEE [Consultar]) |     |     |     |     |     |     |